# Elysius
Elysius es un personaje ficticio que aparece en los cómics estadounidenses publicados por Marvel Comics.
Elysius es un ser creado artificialmente construido por la supercomputadora titánica ISAAC, y posee algunos de los atributos sobrehumanos de un Eterno de Titán. Ella se convirtió en la amante de Mar-Vell, y tras su muerte utilizó su material genético para impregnarse de Genis-Vell y Phyla-Vell.

## Historial de publicaciones
Elysius debutó en Captain Marvel #59 (noviembre de 1978), creado por el escritor Doug Moench y el artista Pat Broderick.

## Biografía ficticia
Elysius fue creada por ISAAC, el sistema informático inteligente de Titán, después de haber sido corrompido por Thanos. Ella se desempeña como teniente de ISAAC y ayudó a ISAAC en su conquista de Titán.
Más tarde ayudó al Capitán Mar-Vell y a Drax el Destructor contra ISAAC, Stellarax, Lord Gaea y Caos. Luego ella inició su romance con Mar-Vell.Ella regresó a la Tierra con Mar-Vell y Rick Jones.
Más tarde ella acompañó a Mar-Vell a Denver para visitar a Rick Jones.Ella acompañó a Betty Ross, Rick Jones y Fred Sloan a la Base Gamma en busca de Mar-Vell y Hulk. Ella partió de la Base Gamma con Mar-Vell.
Algún tiempo después, Elysius asistió a la guardia de muerte del Capitán Mar-Vell.Elysius utilizó la ciencia titánica para concebir un niño extrapolado genéticamente de ambos ADN y lo llamó Genis para protegerlo de los enemigos del Capitán Marvel.
Más tarde, ella permaneció en Titán cuando Starfox partió hacia la Tierra para unirse a Los Vengadores.Elysius fue asesinada más tarde por Lord Syphonn, pero cuando Genis recreó el universo con Entropy, inconscientemente creó una mejor versión de sí mismo que fue capaz de devolverle la vida a Elysius a través de una búsqueda épica que combina ciencia y magia de maneras sin precedentes. Elysius quedó tan impresionada que decidió repetir el proceso que dio vida a Genis y crear una hija, a la que llamó Phyla.

## Poderes y habilidades
Elysius es un ser creado artificialmente que tiene como modelo y posee algunos de los atributos de los Titanianos, una subrama menor de la larga rama de la humanidad llamada los Eternos. Tiene mayor resistencia y su fuerza, velocidad y durabilidad son mayores que las de un humano, aunque no posee la capacidad de volar o levitar. Tiene habilidades telepáticas limitadas de naturaleza no revelada. Mantiene criaturas parecidas a grifos que obedecen sus órdenes telepáticas.
Ella utiliza un arma de mano alienígena capaz de alterar campos de fuerza o de disparar energía de naturaleza no especificada en forma de ráfagas de fuerza conmovedora. ISAAC creó su nave espacial personal, que se asemeja a un antiguo galeón terrestre pero posee la capacidad de volar.